# Three Mile Lagoon
Die Three Mile Lagoon ist eine Lagune in der Region West Coast auf der Südinsel von Neuseeland.

## Geographie
Die Three Mile Lagoon befindet sich direkt an der Westküste, rund 2,7 km südwestlich der kleinen Siedlung Ōkārito und rund 3,2 km südwestlich der Ōkārito Lagoon. Mit einer Fläche von rund 0,84 km² erstreckt sich die Three Mile Lagoon über 1,3 km bis zur Mündung in die Tasmansee und weist eine Breite von rund 1,2 km. Gespeist wird die Lagune durch den Totarakaitorea River und den Cockabulla Creek und weist ein Wassereinzugsgebiet von rund 25 km² auf.
Der Abfluss der Lagune wird von einer Fußgänger-Hängebrücke überspannt.